# Nothing New
«Nothing New» es una canción de la cantautora estadounidense Taylor Swift, junto con la cantautora estadounidense Phoebe Bridgers. Swift escribió la canción y la produjo con Aaron Dessner para su segundo álbum de estudio regrabado, Red (Taylor's Version), que fue lanzado el 12 de noviembre de 2021 a través de Republic Records.
«Nothing New», una canción folclórica con guitarra con un violonchelo y una guitarra discreta, la cual trata sobre ansiedades románticas. Los críticos musicales también interpretaron la canción como un mensaje de Swift sobre el trato que la industria de la música da a las mujeres músicas y elogiaron la canción por su producción, composición y la voz de Bridgers.

## Antecedentes y lanzamiento

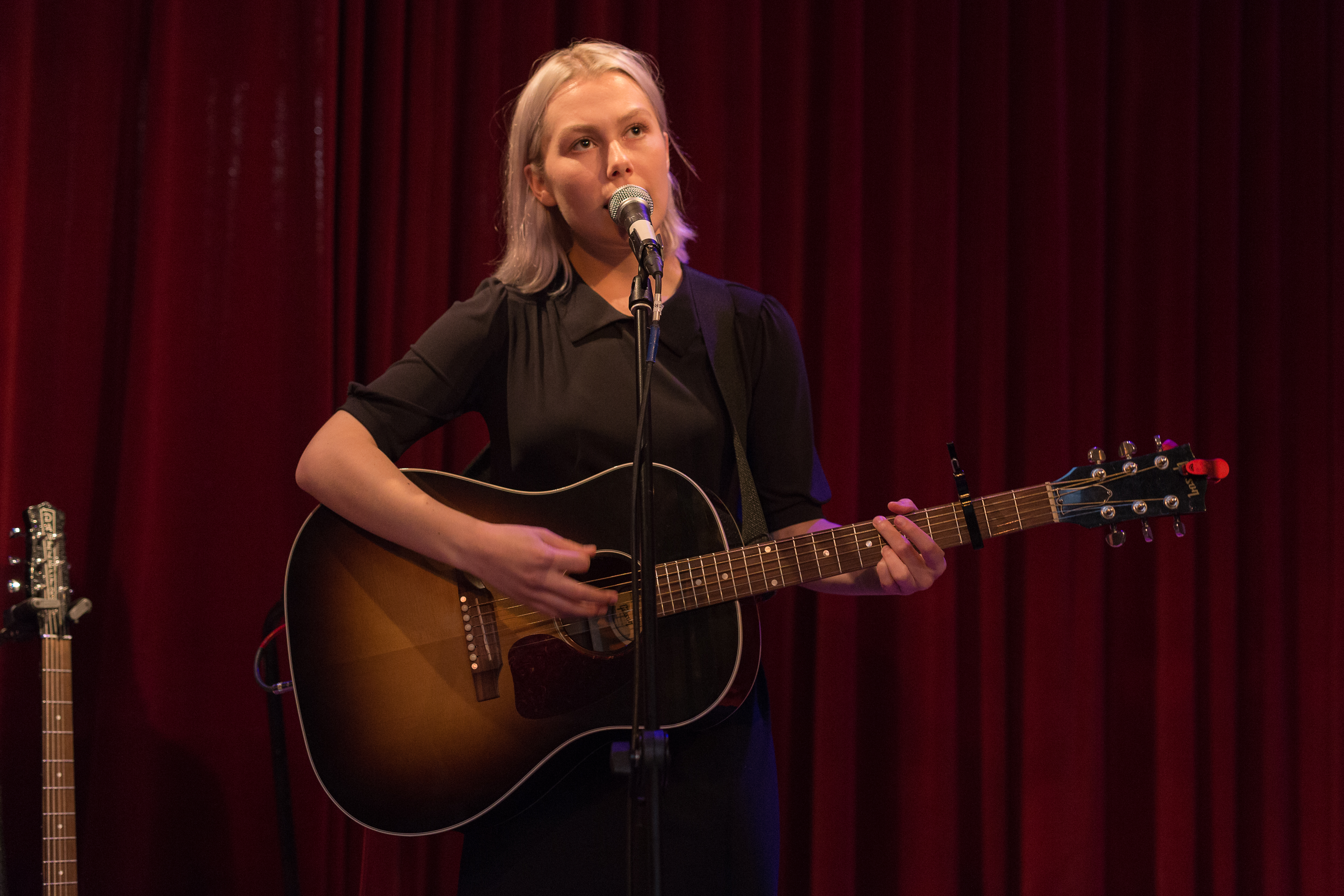
«Nothing New» presenta a Phoebe Bridgers (en la foto).

Swift lanzó su cuarto álbum de estudio, Red, el 22 de octubre de 2012, a través de Big Machine Records. Combina country y pop con muchos géneros, lo que provocó un debate en los medios sobre el estado de Swift como artista country. El álbum fue un éxito de crítica, ubicándose en el número 99 de la revista Rolling Stone en su revisión de 2020 de los «500 mejores álbumes de todos los tiempos». Para junio de 2021, había vendido más de cuatro millones de copias en Estados Unidos.
Swift firmó con Republic Records después de que su contrato con Big Machine expirara en 2018; su contrato con el sello le otorgó los derechos sobre las grabaciones maestras de su música. En 2019, Big Machine, así como las grabaciones maestras de los primeros seis álbumes de estudio de Swift, fueron adquiridas por el empresario Scooter Braun. Swift comenzó a regrabar sus álbumes de Big Machine en noviembre de 2020, como un medio para poseer sus grabaciones maestras. El primer álbum regrabado, Fearless (Taylor's Version), la regrabación del álbum de Swift de 2008, fue lanzado el 9 de abril de 2021.
Swift lanzó su segundo álbum regrabado, Red (Taylor's Version), la regrabación del álbum de 2012, el 12 de noviembre de 2021. Además de las pistas originales de Red, Red (Taylor's Version) incluye nueve pistas inéditas «from the Vault», incluida «Nothing New», que Swift había escrito pero que nunca había lanzado para Red. Swift escribió «Nothing New» en un dulcimer de los Apalaches en marzo de 2012, cuando tenía 22 años. Más tarde se acercó a Phoebe Bridgers para presentar voces en la pista de Red (Taylor's Version). La canción llegó al número 11 de Hot Country Songs pero está canción no es country, al igual que Girl At Home que con una producción electropop, también estuvo en esta lista aunque no es de ese género

## Música y letras
He estado pensando mucho en envejecer y relevancia y en cómo todos mis héroes terminaron solos.
Swift describiendo lo que la llevó a escribir «Nothing New», 2012..

«Nothing New» trata sobre la ansiedad por el romance y el crecimiento. Es una canción folk melancólica con guitarra presenta un violonchelo y un violín discretos. En un verso, Swift canta: «¿Cómo puede una persona saber todo a los 18 pero nada a los 22?» reflexionando sobre su crecimiento. En el puente, se imagina encontrando a la pareja romántica ideal. El estribillo contiene la letra, «¿todavía me querrás cuando no sea nada nuevo?» En opinión de Olivia Horn de Pitchfork, «Nothing New» no trata sólo de ansiedades románticas, sino también de «la famosa y voluble relación del negocio de la música con las mujeres jóvenes». Laura Snapes de The Guardian estuvo de acuerdo con esta idea, citando la letra «La gente ama a un ingenuo» como la presión interiorizada de Swift para permanecer en el ojo público. En una entrada del diario fechada el 2 de marzo de 2012, la propia Swift describe la canción: «Se trata de tener miedo de envejecer y de que las cosas cambien y de perder lo que tienes», y continúa diciendo que la canción es «realmente vulnerable», pero que ella piensa que «es importante decirlo».

## Recepción
«Nothing New» fue alabado por los críticos musicales. Horn, Snapes, y Bobby Olivier de Spin consideraron la pista como uno de los aspectos más destacados del álbum, destacando las letras reflexivas y el mensaje de doble sentido de Swift sobre la industria de la música. En The New York Times, Lindsay Lozadz elogió la aparición como invitada de Bridgers y la composición, considerándola una de las mejores pistas «from the Vault». Angie Martoccio de Rolling Stone elogió la producción de la pista: «La voz adulta de Swift se combina con la voz baja y empapada de miel de Bridgers, fusionándose en una fiebre otoñal que roza tu mejilla».
El editor de The A.V. Club, Saloni Gajjar, eligió «Nothing New» como el «más magnético» entre los temas inéditos, destacando su mensaje de doble sentido. Jason Lipshutz de Billboard elogió la apariencia de Bridgers y las capacidades líricas de los dos artistas (aunque Lipshutz reconoció que Bridgers no escribió «Nothing New»). En Variety, Chris Willman le dio a la canción una calificación de cinco de cinco, elogiando la voz de Bridgers y la cuidadosa composición de Swift. Carrie Battan de The New Yorker comparó «Nothing New» al «poeticismo campechano» de  los álbumes dede 2020 de Swift, Folklore y Evermore.

## Posicionamiento en listas
| Listas (2021)                      | Mejor posición |
| ---------------------------------- | -------------- |
| Australia (ARIA)                   | 31             |
| Canadá (Canadian Hot 100)          | 22             |
| Global 200 (Billboard)             | 33             |
| Irlanda (IRMA)                     | 25             |
| Estados Unidos (Billboard Hot 100) | 43             |
| Estados Unidos (Hot Country Songs) | 11             |